# Bronisław Borowski
Bronisław Borowski (ros. Бронислав Адольфович Боровский; ur. 30 czerwca?/13 lipca 1913 w Orszy, zm. 30 maja 2000 tamże) – radziecki murarz, tynkarz, przodownik pracy i Bohater Pracy Socjalistycznej (1971).

## Życiorys
Urodził się w polskiej rodzinie robotniczej. Miał wykształcenie podstawowe, od 16 roku życia pracował na budowach m.in. jako tynkarz i później murarz. Po ataku Niemiec na ZSRR w 1941 ochotniczo zgłosił się na front, walczył w Armii Czerwonej w szeregach 933. pułku strzelców w 254. Dywizji Strzeleckiej, początkowo na Froncie Północno-Zachodnim (w tym w rejonie Starej Russy), od jesieni 1941 do wiosny 1942 brał udział w bitwie pod Moskwą, później w składzie 696. pułku artylerii przeciwpancernej walczył na Froncie Briańskim i Woroneskim, m.in. pod Woroneżem latem 1942; 13 lipca 1942 został ciężko ranny w walce. Po wyjściu ze szpitala służył w 18 armijnym zapasowym pułku piechoty na Froncie Briańskim i od 11 grudnia 1942 w 28 zapasowym pułku artylerii w obwodzie tambowskim, od 1943 w 1277 armijnym pułku artylerii, a po jego przeformowaniu w 1477 pułku artylerii jako dowódca działa w stopniu starszego sierżanta. Od października 1943 walczył na 2. Froncie Nadbałtyckim, od 1 kwietnia 1945 – Leningradzkim, biorąc udział w walkach m.in. na Łotwie, w tym w operacji starorussko-noworżewskiej, rzeczycko-dźwińskiej, madońskiej i ryskiej. Był inwalidą wojennym drugiej grupy. Po demobilizacji, od grudnia 1945 pracował jako tynkarz. W latach 1959–1966 wyróżnił się podczas wykonywania planu 7-letniego.

## Odznaczenia
- Medal Sierp i Młot Bohatera Pracy Socjalistycznej (7 maja 1971)
- Order Lenina (7 maja 1971)
- Order Wojny Ojczyźnianej I klasy (11 marca 1985)
- Order „Znak Honoru” (11 sierpnia 1966)
- Medal „Za Odwagę” (23 maja 1945)

I inne.